# Pycreus sanguinolentus
Pycreus sanguinolentus är en halvgräsart som först beskrevs av Vahl, och fick sitt nu gällande namn av Christian Gottfried Daniel Nees von Esenbeck. Pycreus sanguinolentus ingår i släktet Pycreus och familjen halvgräs. IUCN kategoriserar arten globalt som livskraftig.

## Underarter
Arten delas in i följande underarter:
- P. s. nairobiensis
- P. s. cyrtostachys
- P. s. sanguinolentus
- P. s. melanocephalus